# Los restauradores
Los restauradores (conocido como "American Restoration", "King of Restoration" y "Mestres Da Restauração" en Estados Unidos, Canadá y Brasil respectivamente), es una serie de televisión reality estadounidense, transmitida en Hispanoamérica por el canal The History Channel. Producido en Manhattan por Leftfield Pictures, la serie se filma en Las Vegas y narra las actividades diarias de la tienda "Rick's Restorations", una tienda de restauración de antigüedades, operada por Rick Dale con la ayuda de su hijo Tyler Dale (que trabaja allí desde su infancia).
Esta serie se caracteriza por ser el primer Spin-off de Pawn Stars, de hecho en dicha serie se ve a Rick Dale ocasionalmente como un experto en restauración. En febrero de 2012 se estrenó en Latinoamérica un maratón con El precio de la historia y Cazadores de tesoros.

## Descripción
La serie trata sobre la vida diaria en la tienda "Rick's Restorations" ubicada en #1112 S Commerce St. Las Vegas, Nevada, en la que los clientes llevan un objeto a restaurar (o Rick va con los clientes), Rick o Tyler hacen un presupuesto, (generalmente es mucho, pues casi nunca se basa en el esfuerzo y tiempo que invertirá, sino en el valor de la pieza), el cliente deja el objeto (en el segundo caso Rick va o envía a alguien por el), estos arreglan el objeto y se lo entregan al cliente haciendo una comparación entre el viejo y el nuevo, y el cliente paga.

## Personal de la tienda
- Rick Dale

Es artista de metales y experto en restauración de antigüedades y el dueño de la tienda. 
- Tyler Dale

Es el joven hijo de Rick, trabaja ahí desde  niño, él busca en Internet si faltan piezas.
- Ron Dale

Hermano de Rick, el trabaja en la tienda, a Rick no le gusta que Tyler pase mucho tiempo con Ron, ya que este puede enseñarle malos hábitos.
- Bob

- Kowboy

Empleado, ayuda a Rick transportando objetos (en caso de ser necesario), es el más gruñón según ha dicho Rick en algunos episodios.
- Brettly

Es hijo de la esposa de Rick, algunas veces bromean con él, lo consideran tonto debido a que no sabe todavía mucho sobre la restauración. Por lo general pinta, lija objetos o despinta metales.
- Ted

- Kyle Astorga

- Kelly Mayer

Esposa de Rick y madre de Brettly, ella es la mano derecha de Rick en los negocios de la tienda, encargada de mantener los presupuestos, ordena partes faltantes y lleva las relaciones con los fabricantes. La mujer que aparece en el logotipo de la tienda, está basada en ella.
no aparece mucho en el programa

## Emisión internacional
La serie se ve en la mayoría de las versiones locales de History, en la mayoría de dichos países se conoce como "Kings Of Restoration".
En la versión local de History en Brasil, se conoce como Mestres Da Restação.

## Temporadas
Artículo Principal:Anexo:Episodios de Los Restauradores
| Temporada | Temporada | Episodios | Estreno (Estados Unidos) | Final de temporada      |
| --------- | --------- | --------- | ------------------------ | ----------------------- |
|           | 1         | 4         | 25 de octubre de 2010    | 1 de noviembre de 2010  |
|           | 2         | 30        | 15 de abril de 2011      | 18 de noviembre de 2011 |
|           | 3         | 47        | 11 de enero de 2012      | 22 de febrero de 2013   |
|           | 4         | 17        | 11 de abril de 2013      | 18 de junio de 2013     |